# Латвійський етнографічний музей

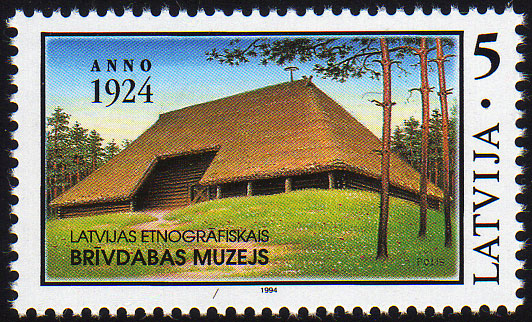
Латвійська поштова марка, видається з 1994 в ознаменування 70-ї річниці музею.

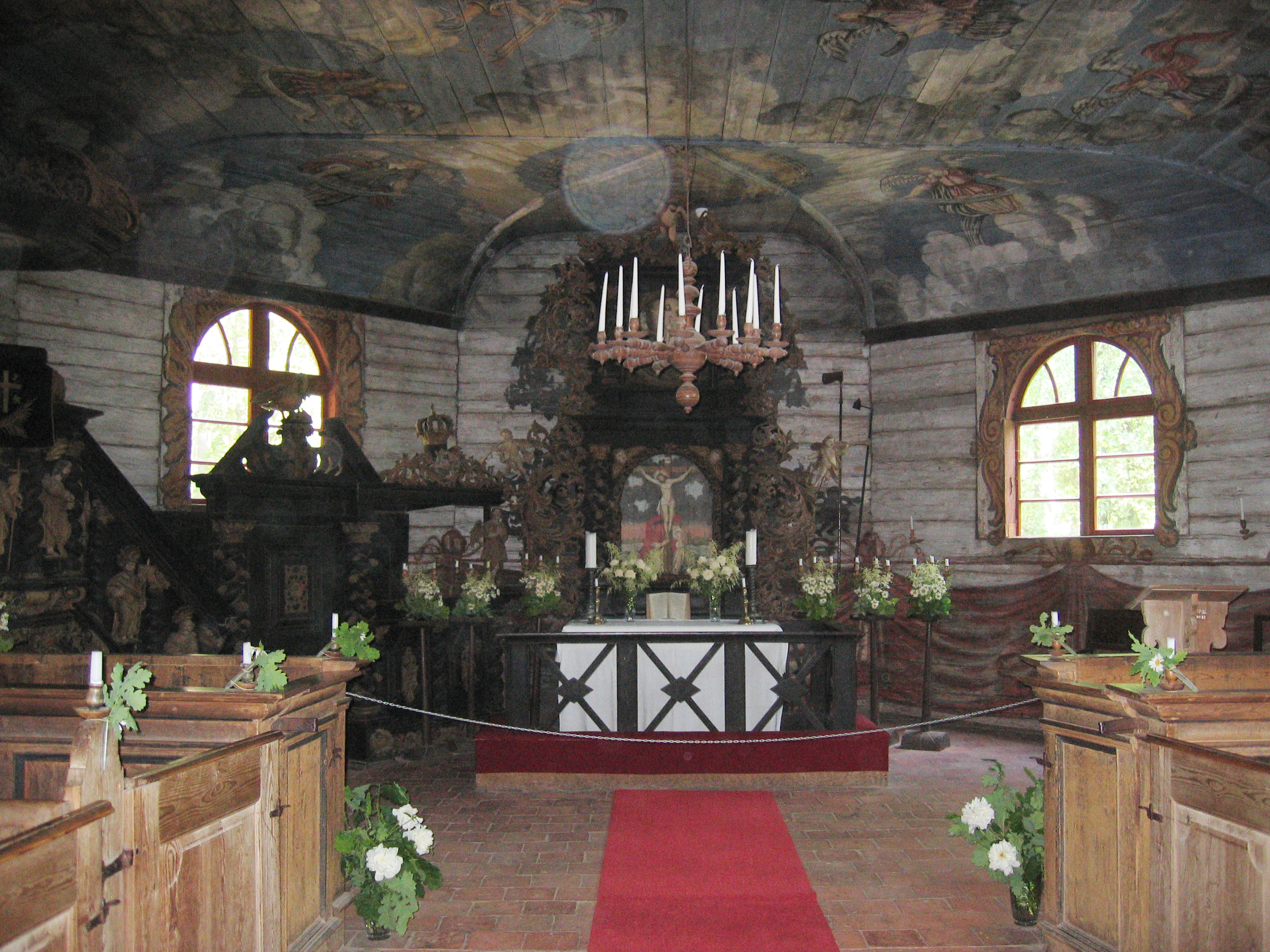
Інтер'єр сільської церкви.

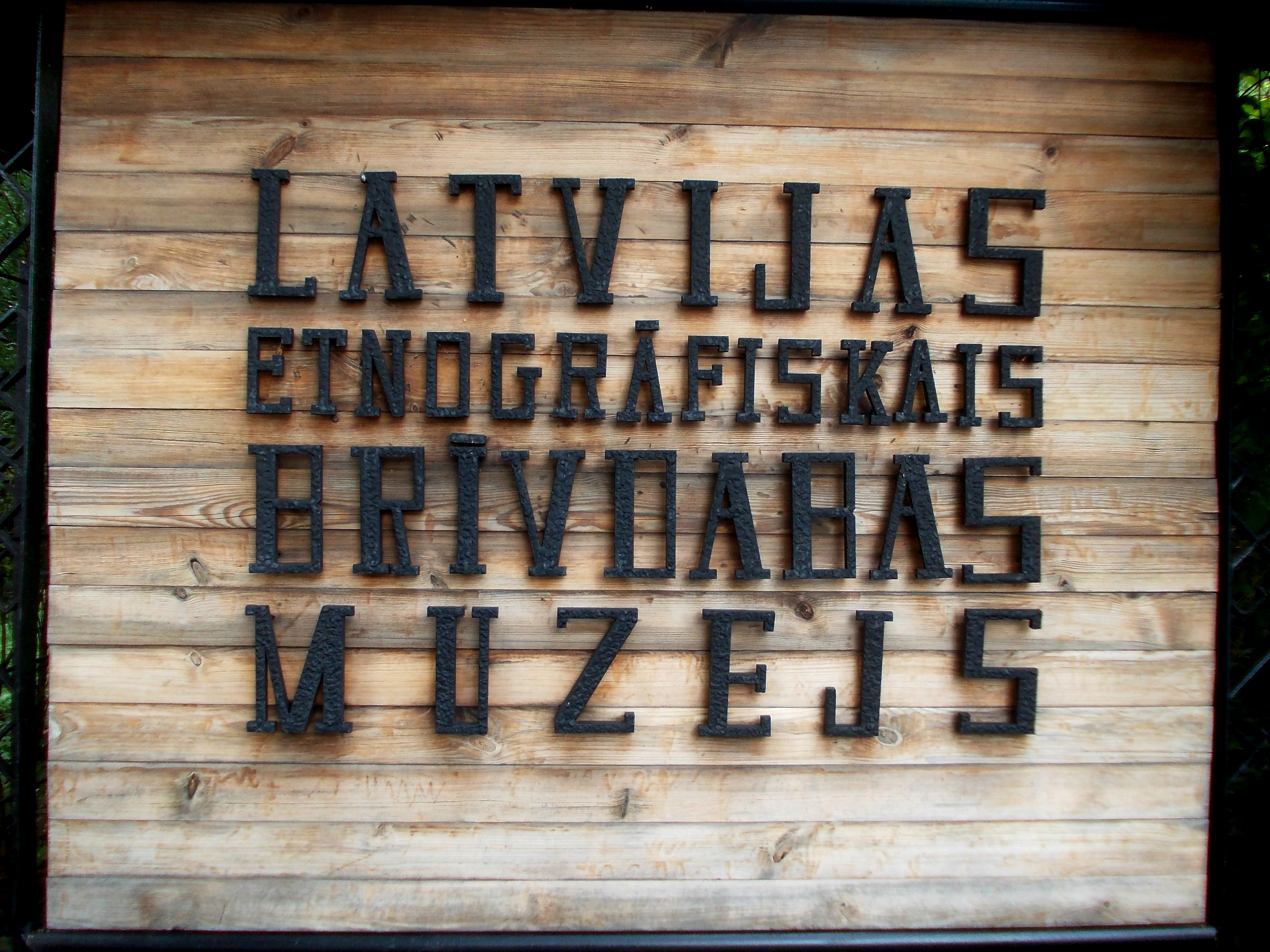
Вивіска

Латвійський етнографічний музей (латис.: Latvijas Etnogrāfiskais Brīvdabas Muzejs) — один з найдавніших, найбагатших та найбільших музеїв просто неба в Європі.

## Історія
Музей було засновано в 1924 році та відкрито 1932 року. Музей розширювався всю свою історію, особливо активно в 1930-і (близько 1/3 будівель) та 1960-80-і (близько половини), але дещо привезено і в наш час: у I республіці укомплектували в основному Курляндію, Відземе і Земгале, за радянських часів — Латгалію і рибальські двори. Земгальська корчма 1841-о перенесена в 1938 році. Дерев'яна церква 1704 року з села Усма поблизу Кулдиги було перенесено в 1938. Найстаріша за віком будівля музею, дерев'яний шпайхер (портовий склад) з Лієпаї (1697).

## Розташування
Музей розташовано на красивому березі Юглського озера, в сосновому лісі на границі Риги.

## Опис
Нині музей займає площу 87,66 га. З усіх країв Латвії сюди були перевезені і встановлені просто неба 118 справжніх житлових і господарських будівель селян, рибалок і ремісників, що існують з кінця XVII століття до другої половини 30-х років XX століття.
У музеї обладнані двори латиських селян, ремісників і рибалок. У всіх них представлена постійна експозиція — предмети побуту, праці, інтер'єру, що характеризують даний період, область і промисел домашніх господарств. Відвідувачі можуть ознайомитися з латиськими рибалками, які проживали в Курземі, фермерами, старообрядцями Латгалії та ін.. У 1997 році як свідчення Аграрної реформи в 1920 році був відкритий двір «Нового господарства».
В етнографічному музеї представлені, зібрані з усіх 4 етнографічних регіонів Латвії, приклади селянських дворів, майстерень, вітряків, кузень і печей. Так само представлені кілька церков, будівля, в якій на початку XVIII століття була школа для селянських дітей, таверна, яка працює на території музею і сьогодні. У музею є також широка культурна програма.
У виставковому залі проходять виставки прикладного мистецтва. Влітку проводяться концерти органної та фольклорної музики, ярмарки народного прикладного мистецтва. Тут можна придбати з рук майстрів оригінальні сувеніри з дерева, шкіри, бурштину, плетені вироби і т. д. і подивитися на власні очі на працю ремісників. Під час свят можна поспостерігати за роботою ремісників і спробувати себе в старих ремеслах.

## Цікаві деталі
Напис на пам'ятнику біля входу «Kas senatni pētī nākotni svētī» означає приблизно «Хто старовину вивчає — той майбутнє благословляє». На території музею знаходиться вузькоколійний паровоз. Мережу військових вузькоколійок побудували в Курляндії німці під час Першої Світової війни, вони прослужили і I Латвії, а також в Радянській Латвії до 1960-70-х років. Цікавим також є голландський млин 1890 року на кам'яній основі.